# دونكان مارشال
دونكان مارشال (بالإنجليزية: Duncan Marshall)‏ هو سياسي كندي، ولد في 24 سبتمبر 1872 في كندا، وتوفي في 16 يناير 1946. حزبياً، نشط في الحزب الليبرالي الكندي. وقد انتخب عضو برلمان مقاطعة أونتاريو وانتخب عضو الجمعية التشريعية ألبرتا وانتخب عضو مجلس الشيوخ الكندي.